# Flitterabend
Flitterabend ist der Name einer Fernseh-Spielshow, die zwischen 1988 und 1995 am Samstagabend im ersten Programm der ARD ausgestrahlt wurde. Moderator war Michael Schanze. Er erhielt für die Sendung 1995 den Fernsehpreis Telestar für Beste Moderation Unterhaltung. Als Assistentin des Moderators wirkte Martina Fuchs mit, in den ersten Folgen sorgte die Jürgen Franke-Band für Livemusik.
Insgesamt wurden 43 Ausgaben der Show ausgestrahlt.

## Showkonzept
In dieser Spielshow traten drei frisch verheiratete Paare – die in der Regel ihre Brautkleidung trugen – gegeneinander an und spielten um eine große Hochzeitsreise als Preis für das Siegerpaar. Dazu mussten verschiedene Einschätzungs-, Wissens- und Aktionsspiele erfolgreich absolviert werden. Die Punktevergabe erfolgte in Form von gewonnenen Champagnerflaschen. Zwischen den Spielrunden gab es verschiedene Showacts internationaler Künstler. Stargäste aus dem Ausland ließen sich oft in Begleitung durch Michael Schanze am Flügel zu einer Live-Zugabe überreden.

### Einleitung
Zur Titelmelodie öffnete sich ein Eingangsportal (im Stil eines Wintergartens bzw. Schlosses) und Moderator Michael Schanze trat vor das Hallenpublikum. Waren die Einleitungstexte zunächst allgemein gehalten, wandelten sie sich später in Stand Up-Conférencen mit aktuellem Bezug. Sie sollten den Live-Charakter der Show verstärken. Im Anschluss folgte Assistentin Martina mit mehreren Kinderpaaren in festlicher Kleidung über die Showtreppe. Die sogenannten Blumenkinder wurden von Michael Schanze in allgemeine Gespräche verwickelt, streuten dann Blüten für die teilnehmenden Brautpaare und nahmen – auch aufgrund des deutschen Jugendschutzgesetzes – am Verlauf der Sendung nicht mehr teil.

### Überzeugungsspiel
In musikalischer Form erzählte Michael Schanze singend kurze Kennenlern-Geschichten der Paare. Darauf folgte gleich eine Improvisationsrunde, die das Brautpaar möglichst kreativ gestalten musste. Als Gegenpart erhielten sie Schauspieler oder Komödianten wie Samy Orfgen oder Piet Klocke, die sie in einem Rollenspiel von einer vorgegebenen Tatsache überzeugen sollten. Per TED wurden die Paare in dieser Runde durch die Fernseh-Zuschauer bewertet.

### Prominentenpaar
Das Gast-Ehepaar, mindestens ein Teil prominent, erzählte in zwei verschiedenen Versionen seine Kennenlern-Geschichte. Die Kandidatenpaare mussten erraten, welche Variante stimmt.

### Mutprobenspiel
Meist mussten die männlichen Teilnehmer eine „Mutprobe“ abliefern, während die weiblichen Kandidaten eine kreative Aufgabe bekamen. Der jeweils andere Ehepartner wurde hinter die Bühne geschickt und kam später zur Raterunde wieder hinzu.

### Übereinstimmungsspiel
Getrennt durch eine Wand oder abgeschirmt durch Kopfhörer mussten die Kandidaten Fragen zum Partner beantworten. Kam es dabei zu Übereinstimmungen, erhielt das Paar Punkte.

### Trostpreis
Paare, die es nicht zum Sieg schafften, erhielten vom Assistenten „Bobby Flitter“ (dargestellt durch Bruno Horn) einen Trostpreis. Meist handelte es sich um einen Einrichtungsgegenstand oder Zubehör für das gemeinsame Zuhause. Dieser Gewinn wurde von Michael Schanze mit den Worten angekündigt: „Verlieren ist für Euch nicht bitter, hier kommt unser Bobby Flitter“.

### „Siebter Himmel“
In mehreren Metern Höhe saßen die beiden verbliebenen Paare in Sitzen mit Wolkenform. Dort mussten sie Schätzfragen, gestellt durch Michael Schanze, beantworten. In der ersten Verliererstufe fuhren die Wolkensitze eine Stufe nach unten, in der zweiten kippten die Sitze, in der dritten lösten sich die Haltegurte und das Verliererpaar fiel in ein großes Kissenbett. Die bunten Kissenbezüge waren mit dem Flitterabend-Logo bedruckt. Auch dieses ausgeschiedene Paar erhielt seinen Preis durch „Bobby Flitter“.

### Schlussrunde
Sechs Aktionsspiel-Aufgaben mussten durch das Brautpaar innerhalb von fünf Minuten gelöst werden. Oft wurde das Publikum mit einbezogen. Meist wurde auch handwerkliches Geschick oder Kraft zum Lösen der Aufgaben verlangt. Schaffte das Paar innerhalb der vorgegebenen Zeit alle Spiele, erhielt es einen Traumurlaub mit einem weltweiten Ziel, das bei Nicht-Erfüllung auf Europa beschränkt wurde.

## Trivia
- Im Rahmen der Samstagabend-Show Herzlichen Glückwunsch erzählte Michael Schanze, er verdanke dem Showmaster und Entertainer Rudi Carrell die Moderation des Flitterabend. Carrell kannte das Original Ron’s Honeymoonquiz aus dem niederländischen Fernsehen, dessen Moderator Ron Brandsteder in Auftreten und Präsentation an Michael Schanze erinnerte, und ermutigte ihn, die deutsche Ausgabe zu übernehmen.
- In der SWR-Reihe Wie geht’s eigentlich…? schilderte Michael Schanze Anrufe von Fernsehzuschauern, die sich zum Entsetzen des ganzen Teams über das erste afro-amerikanische Teilnehmer-Paar rassistisch äußerten.
- 1990 wurde in der Show der neue Show-Star „Raffaella“ präsentiert. In Wirklichkeit handelte es sich um die Sängerin und Moderatorin Paola, die sich unkenntlich verkleidete. Diese Irreführung wurde später in der Show Verstehen Sie Spaß? aufgelöst.
- 1991 erhielten die männlichen Kandidaten drei Möglichkeiten, einer ihnen zunächst unbekannten Person beim Auftritt eine Sahnetorte ins Gesicht zu werfen. Nacheinander traten auf: Ein Bodybuilder/Wrestling-Sportler, die damalige „Lotto-Fee“ Karin Tietze-Ludwig sowie der jeweilige Arbeitgeber des Bräutigams. Obwohl Michael Schanze versuchte ihn aufzuhalten, warf ein Kandidat die Torte spontan auf Tietze-Ludwig. Zur Begründung gab er an, seit Jahren keinen Haupttreffer im Lotto zu erreichen.
- 1992 kam es zu einer Mutprobe, bei der sich die männlichen Kandidaten zum Ärgernis ihrer Ehefrauen während der Live-Sendung eine Glatze schneiden ließen. Als Zusatzpreis wurde ihnen ein Sparbuch für das erstgeborene Kind versprochen.

## Ausstrahlungen in der ARD
Die Erstausstrahlung fand zu folgenden Terminen in der ARD statt:
| Datum      | Folge | Gäste | Ort                                |
| 01.12.1988 | 01    | Ron Williams, Ernst Hilbich, Ephraim Kishon, Sara Kishon, Denny Dent, Harry Belafonte, Sharon Brookes | SWF-Studio Baden-Baden             |
| 14.01.1989 | 02    | Rick Astley & Band, Ballett Brasil Tropical, Sonny Hayes und Co., Günter Strack, Lore Strack | SWF-Studio Baden-Baden             |
| 01.04.1989 | 03    | Walter Momper, Jürgen von der Lippe, Carlo Thränhardt, Paola & Kurt Felix, Sonny Hayes und Co., Barry Manilow, Florian Schanze, Patrick Schanze, Sebastian Schanze                                                                                     | Oberrheinhalle Offenburg           |
| 17.06.1989 | 04    | Al Bano & Romina Power, Birgit & Mike Krüger, Anita Kupsch, Chris Thompson, Harold Faltermeyer | Grugahalle Essen                   |
| 16.09.1989 | 05    | Audrey Landers, Julio Iglesias, Isabel Varell, Drafi Deutscher | Uni-Halle Wuppertal                |
| 19.11.1989 | 06    | Anna Wimschneider, Albert Wimschneider, Fritz Wepper, Klaus Wennemann, Manfred Krug, Michael Müller, Christoph Mack, José Carreras, Rondò Veneziano | Barbarossahalle Kaiserslautern     |
| 03.02.1990 | 07    | Zsa Zsa Gabor, Prinz Frederik von Anhalt, Jürgen von der Lippe, Elisabeth Volkmann, Bauer, Bernd Bauer, Preston Phillips Dancers, Rock'n Roll-Zentrum TSW Wiesbaden, Fanfarenzug Graf Zeppelin Friedrichshafen, Maskengruppe Seegockel                 | IBO-Messehalle 10 Friedrichshafen  |
| 24.03.1990 | 08    | James Dimmare, Helga Feddersen, Olli Maier, Marianne Rosenberg, Engelbert | Siegerlandhalle Siegen             |
| 19.05.1990 | 09    | Mandy Winter, Moskauer Staatszirkus, E.A.V., Stefan Waggershausen, Prinz und Prinzessin zu Sayn-Wittgenstein, Susanne Czepl, Gerda-Maria Jürgens | Siegerlandhalle Siegen             |
| 01.09.1990 | 10    | Johanna von Koczian, Wolf Kabitzky, Gruppe Blechschaden, René Kollo, Bobby Solo Samy Orfgen, Helmut Valentin | Oberschwabenhalle Ravensburg       |
| 20.10.1990 | 11    | Cliff Richard, Regina Stuck, Hans-Joachim Stuck, Alexander von Prónay, Karl Dall, Dieter Kauroff, Diane Blaul (Pfälzer Weinkönigin), Gunhild Graff (Miss Germany), Dario Farina, Golden Sound Academy, Raffaella (= Paola), Jack White, Nana Mouskouri | Friedrich-Ebert-Halle Ludwigshafen |
| 17.11.1990 | 12    | Sandra Cretu, Michael Cretu, Roy Black, Dieter Thomas Heck, Ragnhild Heck, Andrea Spatzek, Jo Bolling, Klaus Wennemann, Alexander Zukanow | Rhein-Ruhr-Halle Duisburg          |
| 09.02.1991 | 13    | Roger Whittaker, Patricia Kaas, Udo Jürgens, Yvonne Moore, Piet Klocke, Roswitha Völz, Wolfgang Völz, Prof. Dr. Max Lüscher | Rhein-Ruhr-Halle Duisburg          |
| 23.03.1991 | 14    | Howard Carpendale, Bill Mockridge, Springmaus Improvisationstheater, Inge Wolff, Oleg Popov, Moskauer Staatszirkus mit Vadim und Victor Pezinsky, Hanne Boel, Monika Howland, Chris Howland,                                                           | Ruhrlandhalle Bochum               |
| 25.05.1991 | 15    | Oleta Adams, Rollo Gebhard, Angelika Zilcher, Isabella Bogner-Bader, Piet Klocke | Oberschwabenhalle Ravensburg       |
| 01.09.1991 | 16    | Milva, Tony Christie, Matthias Reim, Wendelin Haverkampf, Mireille Blanco, Roberto Blanco, Walter Gimpel | Ortenauhalle Offenburg             |
| 12.10.1991 | 17    | Anneliese Rothenberger und Gerd Dieberitz, Nina Corti, Chris Rea, Engelbert | Rhein-Ruhr-Halle Duisburg          |
| 30.11.1991 | 18    | Al Bano & Romina Power, David Hasselhoff, Heike Henkel, Rainer Henkel, Piet Klocke, Die Philharmonia-Schrammeln Wien, Florian Schanze mit Kinderchor, Karin Tietze-Ludwig, Buffalo Petterson                                                           | Sporthalle Böblingen               |
| 01.02.1992 | 19    | Senta Berger, Michael Verhoeven, Samy Orfgen, Richard Clayderman, J. P. Audin, Diego Modena, Benno Hoffmann, Karsten Speck, Erste Allgemeine Verunsicherung (EAV), Hannelore Rönsch, Sheamus Donaghy                                                   | Sporthalle Böblingen               |
| 04.04.1992 | 20    | Peter Hofmann, Roland Kaiser, Wind, Dieter Kraft, Martina Rummenigge, Karl-Heinz Rummenigge | Rhein-Ruhr-Halle Duisburg          |
| 13.06.1992 | 21    | Petra Schürmann, Dr. Gerhard Freund, Alfred Reindl, Gerda-Maria Jürgens, Pia Douwes, Gipsy Vagabonds, Chris de Burgh | Ortenauhalle Offenburg             |
| 05.09.1992 | 22    | Ralph McTell, Julio Iglesias, Valerie’s Garten, Stefan Glowacz | Grugahalle Essen                   |
| 03.10.1992 | 23    | Susanne Pätzold, Steven Skeels, Falco, Stephan Remmler, Victoria Brams, Michael Hinz, Dany Daniel | Ruhrlandhalle Bochum               |
| 22.11.1992 | 24    | Stephan Wald, Nena, Liane Hielscher, Werner Höfener, Jürgen von der Lippe, Edward Simoni, Gloria Estefan & Miami Sound Machine, Monika Knoop | Oberschwabenhalle Ravensburg       |
| 27.02.1993 | 25    | Piet Klocke, Connie Francis, Peter Kraus, Münchner Freiheit, Ireen Sheer, Benno Hoffmann, Engelbert | Oberschwabenhalle Ravensburg       |
| 27.03.1993 | 26    | Heide und Erich Wilts, Spider Murphy Gang, Stefan Waggershausen & Ofra Haza, Jennifer Rush, Adriano Celentano, Renate Schmidt | Oberschwabenhalle Ravensburg       |
| 22.05.1993 | 27    | Cliff Richard, Rondò Veneziano, Trio Shanin | Ruhrlandhalle Bochum               |
| 20.06.1993 | 28    | Al Bano & Romina Power, Thomas Anders & The Three Degrees, Patricia Kaas & Band, Reinhard Mey, Folkloregruppe Senegal, Condor Crew, Thomas Schwaiger, Joe Grossi                                                                                       | Sporthalle Böblingen               |
| 16.10.1993 | 29    | Gerda-Maria Jürgens, Hermann Joha, Rainhard Fendrich, Mireille Mathieu, Pur, David Hasselhoff | Rhein-Ruhr-Halle Duisburg          |
| 04.12.1993 | 30    | Russisches Staatsballett, Al Martino, Plácido Domingo, Björn-Hergen Schimpf | Stadthalle Bremerhaven             |
| 20.02.1994 | 31    | Piet Klocke, Nicole, Elton John & RuPaul, Bonnie Tyler, Peter Maffay | Sporthalle Böblingen               |
| 23.04.1994 | 32    | James Last, Marco Masini, Jon Secada, Mekado, Lee Pee Ville | Ruhrlandhalle Bochum               |
| 04.06.1994 | 33    | The Weather Girls, Howard Carpendale & Kim Harding, Mariah Carey, Luci van Org, Artistenfamilie Horst Klaas, Friedrich Nowottny, Eva Herman | Rhein-Ruhr-Halle Duisburg          |
| 10.09.1994 | 34    | Marianne Rosenberg, Matthias Reim, Hubert von Goisern, Pellegrini Brothers, Annette Jäger, Thomas Germann | Grugahalle Essen                   |
| 05.11.1994 | 35    | Johann Lafer, Die Prinzen, Gipsy Kings, Milva, Joshua Kadison, Piet Klocke | Oberschwabenhalle Ravensburg       |
| 03.12.1994 | 36    | Julia Migenes, Klaus Lage & Irene Grandi, Eva Herman, Sophie B. Hawkins, Melody Anderson | Oberschwabenhalle Ravensburg       |
| 28.01.1995 | 37    | Piet Klocke, Juliane Werding, Aura Deva & Uwe Kröger mit dem Musical Miss Saigon, Reinhard Mey, Tanzensemble „Qantas-Crew“ | Sporthalle Böblingen               |
| 11.03.1995 | 38    | Vicky Leandros & Tony Christie, Montserrat Caballé, Percy Sledge, Nic Knight |                                    |
| 22.04.1995 | 39    | Pe Werner, Tina Arena, Stone & Stone, Musical-Ensemble BROADWAY | Rhein-Ruhr-Halle Duisburg          |
| 03.06.1995 | 40    | René Froger & Band, The Manhattan Transfer, Enemy Squad, Montserrat Caballé | Rhein-Ruhr-Halle Duisburg          |
| 09.09.1995 | 41    | Pur, Wencke Myhre, Alexisbrothers, Michael Bolton, Billy Crystal | Ruhrlandhalle Bochum               |
| 28.10.1995 | 42    | Cliff Richard, Dusty Springfield, The Pipes and Drums and Military Band of the Royal Scots Dragoon Guards, Vanessa-Mae, Chris de Burgh, Piet Klocke | Ortenauhalle Offenburg             |
| 17.12.1995 | 43    | Engelbert, Russisches Staatsballett, Luther Vandross, Nana Mouskouri, Simply Red, Thomas Schwaiger, Piet Klocke | Sporthalle Böblingen               |